# Chris Owens (basket-ball)
Pour les articles homonymes, voir Chris Owens.
Chris Owens, né le 1er mars 1979, à Akron, dans l'Ohio, est un ancien joueur de basket-ball américain. Il évolue durant sa carrière au poste d'ailier fort. 

## Palmarès
- Coupe de Croatie 2012
- 3e de l'Universiade d'été de 2001